# Jesper Simo
Jesper Simo (født 15. august 1985 i Silkeborg) er en dansk journalist, der arbejder som kommentator og vært hos Viaplay, hvor han bl.a. dækker Premier League, Superligaen og Champions League m.fl. Han er uddannet fra Danmarks Medie- og Journalisthøjskole, og har tidligere været praktikant på Viasat Sport, inden han i 2009 skiftede til Canal 9.
I sommeren 2015 flyttede han med til Discovery Networks Danmark i forbindelse med opkøbet af Canal 9 og den daværende Canal 8. Fra efteråret 2018 var han kommentator på de første tre sæsoner af eSuperligaen.
I marts 2020 skiftede han tilbage til TV3 Sport.